# Campese
Campese è una contrada del comune italiano di Bassano del Grappa, in provincia di Vicenza. Costituisce, inoltre, uno dei suoi ventidue quartieri.
Sorge a nord del capoluogo, sulla riva destra del fiume Brenta (di fronte a Pove del Grappa e a Solagna) e all'imboccatura del Canale di Brenta.

## Storia

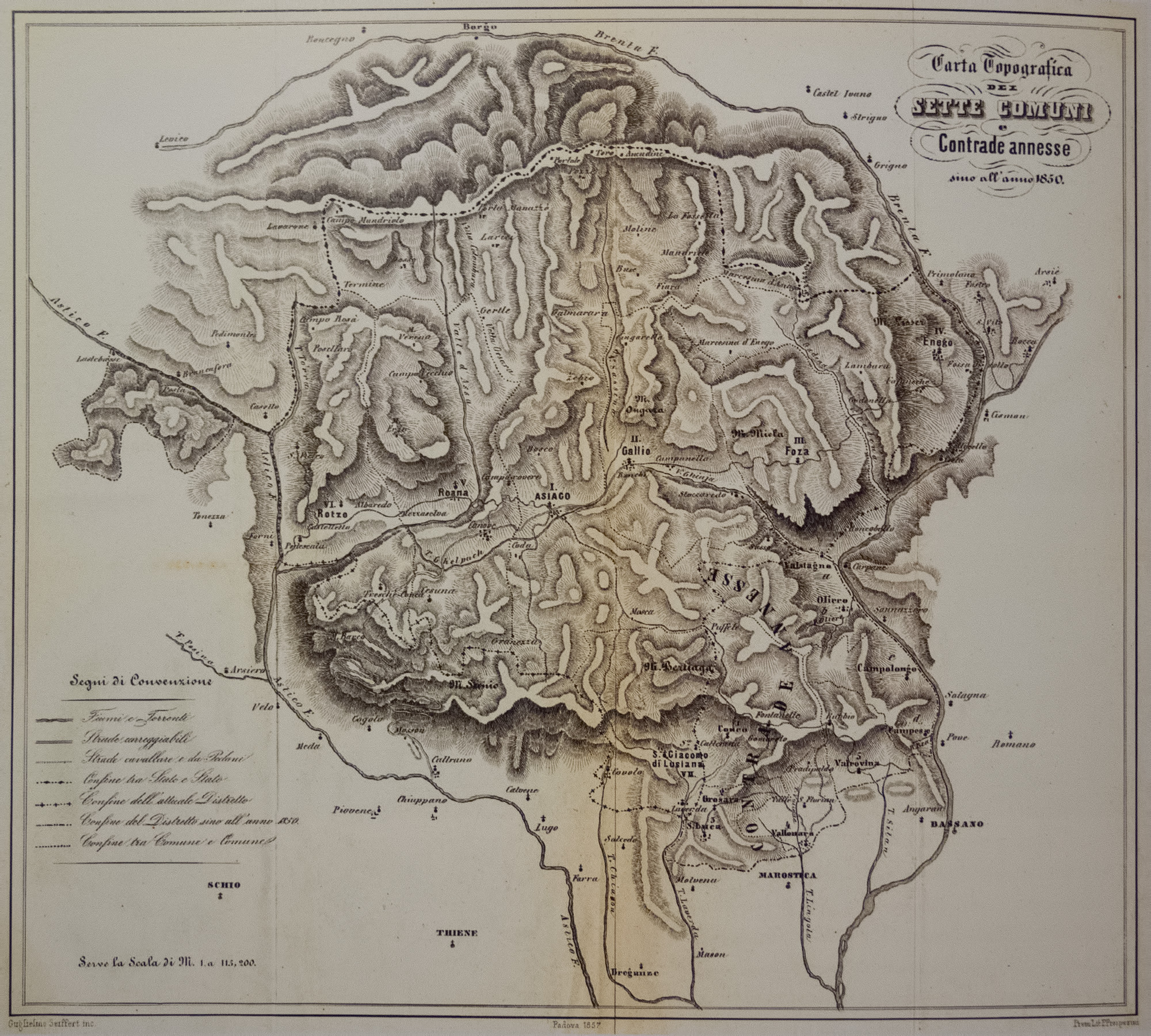
Campese e i territori della Valbrenta all'interno dei confini dei Sette Comuni in una cartina del 1850.

L'abate Agostino Dal Pozzo, richiamandosi ai «documenti di que' tempi [1100]», ritiene che il toponimo derivi dal cimbro kan wisen, ovvero "ai prati". Ipotesi più recenti lo avvicinano semplicemente al latino campus, riferimento alla conformazione del luogo. In numerosi documenti è nota anche come Campo Syon, in ricordo di un viaggio in Terrasanta intrapreso dall'abate Ponzio di Cluny, fondatore del monastero di Santa Croce.
Campese fu infatti sede di un'importante comunità benedettina, fondata nel 1124, dipendente dall'abbazia di Polirone a partire dal 1127 e soppressa nel 1810 in epoca napoleonica. L'attuale parrocchia è oggi, con Rubbio, l'unica del comune a dipendere dalla diocesi di Padova.
Anche dal punto di vista amministrativo Campese ebbe storia autonoma rispetto a Bassano in quanto parte della federazione dei Sette Comuni come "contrada unita" e godette pertanto dei medesimi privilegi concessi agli abitanti dell'altopiano di Asiago. Tra questi, il permesso di coltivare il tabacco (l'ecotipo "nostrano del Brenta" sviluppato dai monaci tra il XVI e XVII secolo) che fu alla base dell'economia locale sino agli anni cinquanta del Novecento.
Sino al 1878, inoltre, fu frazione di Campolongo sul Brenta.

## Chiesa e monastero
Il complesso sorge nella parte meridionale del territorio campesano tra la costa del monte, dove tra i prati scorre l'acqua della Rea, e il corso della Brenta.

### Storia
Il Monastero fu fondato da Ponzio di Melgueil, ex abate di Cluny, nel 1124.
Il luogo prescelto è vicino ad uno degli itinerari che attraversando le Alpi collegano la pianura veneta con il nord e i territori imperiali. È in un punto chiave per il controllo dell'accesso alla sponda destra del Canale di Brenta, vi avevano proprietà e diritti il Vescovo di Padova, l'abbazia di S. Floriano, i Da Romano e altri signori della loro cerchia. Molto probabilmente il monastero insiste su edifici e installazioni precedenti.
Ponzio costruì anche un ponte sulla Brenta.
Un tempo un muro di cinta circondava gli edifici con i giardini e i broli. Lungo il corso della Rea, sorgevano mulini ed officine di cui rimangono notevoli testimonianze. 
Nel monastero gli edifici sono articolati attorno al quadrato del chiostro:
a Nord sorge la chiesa monastica; ad Est ciò che rimane, dopo notevoli ristrutturazioni, della sala capitolare con i soprastanti dormitori e una soffitta; a Sud le cucine ancora intatte nella ristrutturazione tardo quattrocentesca (si spera non subiscano inopportuni rimaneggiamenti), un piccolo refettorio e i piani superiori ristrutturati ad abitazione; ad Ovest le cantine, occupate ora in parte dall'edificio del Battistero.
Dell'ala rustica rimane un piccolo edificio ad Ovest staccato dal resto del complesso.
L'angolo Nord-Ovest del chiostro è occupato dall'edificio della “sacrestia nuova” costruita nel 1894.
L'attuale campanile fu costruito tra il 1904 e il 1907.
Dell'acquedotto che alimentava una piccola peschiera e irrigava i coltivi, rimane la presa sul canale del mulino e la condotta sotterranea.

### La situazione attuale
Ciò che rimane dell'antico complesso monastico si presenta nell'aspetto assunto dopo la ristrutturazione operata tra la fine del secolo XV e i primi anni del secolo XVI, quella degli anni ottanta del secolo XIX e altri interventi significativi che risalgono alla metà del secolo XX.
Delle antiche vie di accesso e comunicazione rimane, per ora, quella che collegava il guado sulla Brenta con la Rea e la strada che correva lungo il margine inferiore del monte.

### Il grande brolo
Il muro di cinta si estendeva attorno ai giardini, agli orti, ai coltivi da vanga e agli edifici tra gli opifici ex Finco (un tempo del Monastero), la Brenta, il confine Nord del campo sportivo e il viale che porta alla chiesa; ora ne rimane un tratto, trascurato, lungo la provinciale.
Il brolo, dal 1960 circa in poi vide profonde e devastanti trasformazioni: dapprima i campi sportivi, poi la distruzione dei giardini e dell'acquedotto antico e a questo si aggiunse uno smembramento amministrativo in seguito al quale rimase alle dirette dipendenze della Chiesa di Santa Croce di Campese solo l'area degli impianti sportivi, una piccola parte del distrutto giardino e l'antica area del chiostro rustico. Questo smembramento ha avuto effetti ancora peggiori della distruzione dei giardini: è stata sconvolta l'unità storico architettonica dell'intero complesso e messa in pericolo la sua integrità generale.
Il grande brolo recintato è stato, fin dal 1124, parte integrante della vita del Monastero; il suo smembramento mette in pericolo ciò che resta di questo storico complesso.

### Cronologia
- 18 giugno 1124. Fondazione dell'abbazia di Santa Croce di Campese da parte di Ponzio di Melgueil ex abbate di Cluny.
- 1124, 22 giugno: donazione di Tiso presenti Alberico ed Ezzelino da Romano.
- 1127, 3 luglio Donazione al Monastero di San Benedetto Po del Monastero di Santa Croce di Campese.
- 1132, 25 giugno. Decreto di Innocenzo II all'Abbate di S. Benedetto Po. Accoglie Santa Croce “ in protectione Beati Petri”- 1202, 20 settembre. Ezzelino il Monaco investe il Priore di S. Croce di Campese Vitaclino di molti suoi beni in Angarano e in Foza; il contratto avviene nel prato della chiesa di S. Giorgio alle acque di Angarano.
- 1221, 22 novembre. Donazione della chiesa di Santo Spirito di Oliero da parte di Ezzelino il monaco.
- 1259 Sconfitta e morte di Ezzelino III. Fine della signoria degli Ezzelini.
- 1277. “Battesimo trasportato da S. Martino in Santa Croce”.
- 1488 Ristrutturazione della chiesa e del monastero.
- Fine del Sec. XVIII. Il Monastero non è più abitato dai monaci.
- Metà del Sec. XIX.  Crolli, ristrutturazioni edilizie e abbattimenti.
- Seconda metà del sec. XX. Restauro.

Il Monastero fu per molti secoli il più importante centro religioso, culturale ed economico del Canale di Brenta.
È “il celebre Monastero” di Ponzio di Melgueil, degli Ezzelini e di Teofilo Folengo.
Secondo la tradizione qui ebbero sepoltura gli Ezzelini “tranne il primo e l'Ultimo”
Fin dal 1800 è Monumento Nazionale.

### Notizie sulla costruzione
Sulle prime fasi di costruzione abbiamo indicazioni molto scarne: due documenti del 3 luglio 1127 e del 1128 parlano del monastero "ordinando" (G.B. Verci, C.E., n. 15.), cioè ancora in fase di costruzione o completamento. L'11 gennaio 1131 è detto "constitutum"  (G.B. Verci, C.E., n. 18.). Il 18 luglio 1133 è detto "hedificatum" (G.B. Verci, C.E., n. 21.). Nel maggio del 1145 la donazione di Aimo del Margnano è siglata "in monasterium Sanctae Crucis" (G.B. Verci, C.E., n. 22.). Il 16 maggio 1173, nel processo tra il presbitero Giovanni di Solagna e il Priore di Campese un testimone dice: “fino a che quel monastero fu elevato e costruito dall'Abate Ponzio." (G.B. Verci, C.E., n. 34.) 
Possiamo quindi pensare che la costruzione sia durata in una prima fase dal 1124 fino al 1131 circa con una inevitabile interruzione all'epoca del giudizio e della morte di Ponzio.
Nel Monastero, secondo la tradizione, avevano il loro sepolcro gli Ezzelini “...Memorie auguste/ cela quel tempio, alte ruine: A quello/ un peregrin crocifero diè nome/ reduce da Sionne; e quivi accolte/ degli avi di Ezzelin dormono l'ossa/ a cui di bruni solitari un coro/ lunga stagion mormorò la prece/ esequial. Cadute l'armi e spenta/ del tiranno la vita, in quelle tombe/ udissi un rude crepitar dell'ossa,/ un mugito profondo i cavi bronzi/ della torre mandar lugubri note.” (Versi dell'Abate Giuseppe Barbieri [1774 – 1852] ).
Descrizioni della chiesa e del monastero non ne conosciamo fino al 12 ottobre del 1488, giorno della visita canonica del Vescovo Pietro Barozzi. Anche le fonti iconografiche sono molto avare: la più antica iconografia conosciuta è quella contenuta nel Liber Instrumentorum, signatum EE (Archivio Arcipretale Campese), all'anno 1688.

### Visita vescovile del 1488
Il verbale della visita vescovile del 1488 ci dà delle preziose notizie che ci permettono di risalire più in là nella storia architettonica della chiesa e di parte del monastero.
“Quello stesso giorno il vescovo, traversata a guado la Brenta, visitò il monastero di Santa Croce di Campese [...] il luogo è ampio con molti e grandi edifici e (un tempo) vi abitavano molti monaci.  La chiesa ha tre absidi (cubas) rivolte ad oriente e ne aveva altre due: una rivolta a mezzodì, l'altra a settentrione, di modo che l'edificio aveva in sé una certa qual forma di croce (ita ut quandam formam crucis cum se feret edificatio). Queste due absidi (cube) sono state demolite e le pareti, dove c'era l'ingresso alle absidi, sono state murate. [...] La navata è lunga e grande, ma aperta ai venti e i numerosi colombi che nidificano sul tetto coprono il pavimento di escrementi e piume. Ci sono tre altari nelle tre absidi, tutti consacrati; presso la chiesa c'è un oratorio (sacellum) con un altare consacrato, abbastanza ampio, pavimentato, dove i monaci celebrano l'ufficio divino. Vi è un giardino recintato da mura esteso più o meno per cinque jugeri, un orto, un altro giardino, cortili. Vi è poi un chiostro con il refettorio, la cella vinaria, il granaio, la cucina, poi la foresteria e il dormitorio..."

La chiesa quindi aveva 5 absidi volte ad oriente, ciascuna con il suo altare consacrato, e davano alla chiesa “una certa qual forma di croce”; anticamente quindi aveva un transetto vero e proprio e all'epoca della visita canonica del Barozzi il cantiere di riparazione e trasformazione era ancora aperto.
Altre informazioni sono emerse durante i lavori di restauro della navata quando furono levati gli strati di intonaco nella metà inferiore delle pareti e fu così possibile vedere la tessitura della muratura e lo stratificarsi dei vari interventi.

Sulla parete est originariamente si aprivano tre grandi archi: al centro il grande arco trionfale e ai fianchi altri due poggianti rispettivamente sulle pareti laterali stesse e sui due pilastri centrali.
I due grandi archi laterali erano l'ingresso rispettivamente alla parte Nord e Sud del transetto ora scomparso, di cui però rimangono delle tracce: a Nord presso la tomba di Teofilo Folengo è ancora visibile un resto di muratura che doveva appartenere al muro divisorio dell'abside Nord, a Sud invece è rimasta una testimonianza significativa nel grande arco, ora chiuso, che si vede nell'attuale vano scale dell'edificio Est. Questo arco poggia su due eleganti pilastri in pietra arenaria con lo zoccolo leggermente ed elegantemente sagomato, è quell'ingresso "ora chiuso" di cui parla il verbale e che introduceva all'abside Sud.

Sulla parete Ovest, oltre al rosone e all'entrata principale, si aprivano due finestre delle stesse dimensioni di quelle della parete Sud.
Anche la parete Sud era diversa; all'estremità di Sud-Est si apriva una porta (tuttora visibile) che metteva in comunicazione con la galleria orientale del chiostro; un'altra porta era aperta all'altra estremità della parete dove ora si trova la galleria che porta all'attuale battistero. Nella parte superiore della parete erano aperte solo tre finestre, in quanto le ultime due verso ovest non c'erano perché là vi era addossata la parte superiore dell'ala ovest del monastero.

Sulla parete Nord non si apriva nessuna porta o finestra. 
Il prospetto della facciata era diverso dall'attuale.

L'analisi delle misure e della geometria dell'edificio ci porta ad ulteriori considerazioni su come è stata progettata e costruita Santa Croce.
Innanzi tutto Santa Croce è orientata, cioè costruita con le absidi verso oriente e la navata sulla linea equinoziale. Già questa è una particolarità in quanto l'orientamento delle precedenti suddivisioni agrarie e degli edifici preesistenti è invece mediamente declinante di circa 14 gradi verso Nord rispetto alla linea equinoziale. Questo ci fa supporre che la tracciatura della chiesa e del monastero sia avvenuta con fini particolari.

Analizzando la pianta emergono rapporti geometrici suggestivi e interessanti. Lo schema generale che presiede alla disposizione degli edifici è semplice: un grande quadrato che vede al centro il chiostro con il pozzo dell'acqua e intorno al quale si sviluppano gli edifici monastici. A Nord la chiesa; sul lato orientale si trova la sala capitolare e la scala per raggiungere il soprastante dormitorio; a Sud sono situati il refettorio, le cucine, l'infermeria e, al piano superiore, locali di abitazione per il cellerario, il priore e l'abate; ad Ovest l'ingresso, i magazzini, la foresteria, gli alloggi per il personale del monastero.

### Le unità di misura usate
L'unità di misura usata è, con buona approssimazione, il piede di 0,325 m che corrisponde al "piede gallico". È da notare che non è usato né il "piede cluniacense" introdotto da S. Ugo pari al "piede romano" di 0,295 m, né il "piede carolingio" di 0,340 m che ritroviamo in altri edifici del territorio.
Con questa unità di misura la larghezza della chiesa misurata dall'esterno è di 42 piedi e la lunghezza presunta di 120 piedi, cioè 39 metri. L'altezza della chiesa all'imposta delle capriate è di 26 piedi,  il rapporto tra la larghezza e l'altezza dei muri è quindi 42/26 che dà 1,61: cioè il "numero d'oro". L'altezza al culmine del tetto è di 37 piedi e l'attuale altezza del fastigio della facciata è di 42 piedi: questa quindi è inscritta in un quadrato che è il quadrato su cui è tracciato e costruito l'intero edificio.
Se disegniamo l'analemma di Vitruvio per la latitudine di Santa Croce (45 gradi e 48 primi) e consideriamo le finestre come fori gnomonici e sovrapponiamo questo analemma alla sezione dell'alzato, osserviamo che la macchia di luce proiettata dalle finestre sul pavimento all'epoca degli equinozi di primavera e di autunno ha dimensioni uguali a 2/12 della larghezza della chiesa (2/12 sono anche la larghezza della porta principale e del rosone) e le macchie di luce si spostano in linea retta durante il corso del giorno da occidente ad oriente fino a raggiungere l'arcone trionfale. Invece nei giorni del solstizio invernale, a mezzogiorno, la macchia di luce proiettata dalle finestre segna l'intersezione tra il pavimento e il punto dove s'innalza il muro Nord.
La "disposizione" quindi di santa Croce e il modo con cui è progettata risponde non solo ad un'esigenza estetica, ma anche ad un'esigenza simbolica: l'edificio richiama ad una realtà, ad un mondo che è superiore all'edificio stesso.
Queste considerazioni sul ritmo e le proporzioni geometriche ci permettono di capire la forma attuale e, con un certo grado di attendibilità, di immaginare quale doveva essere la forma originale.

### Strumento astronomico
Il sole mentre gira nel suo corso annuale stabilisce una croce: agli equinozi la luce delle finestre percorre un corridoio di luce dall'ampiezza di 2/12 rispetto alla larghezza dell'edificio, partendo dalla porta, di cui così stabilisce la larghezza, arrivando all'abside all'ora nona. Al solstizio invernale illumina, a mezzodì, la parete nord e segna l'intersezione tra questa e il pavimento.
Anche i due "oculi" che si trovano a fianco dell'arcone trionfale della parete Est hanno una loro funzione geometrico - astronomica: al sorgere del sole dei due solstizi proiettano la loro luce sulla metà della parete Nord e Sud. In realtà questo avviene solo al solstizio invernale perché solo in quella posizione l'orizzonte è libero dalle montagne e permette il verificarsi del fenomeno, quindi è il solstizio invernale a dare le dimensioni del braccio orizzontale della croce. Il solstizio invernale rappresenta il punto più basso raggiunto dal sole, ma è anche l'inizio del suo cammino ascendente e, in realtà, il punto più alto della proiezione della luce sulla parete nord; in questa occasione la luce del sole stabilisce anche una dimensione verticale che costituisce il quinto asse rispetto agli altri quattro della croce. Ciò che succede al solstizio invernale è quindi unico rispetto alle altre date significative e costituisce un inizio, dando le misure di due diverse direzioni: quella meridiana e quella verticale.
In pratica la navata di Santa Croce di Campese è  uno strumento astronomico che permette di osservare il corso del sole nel suo circolo annuale, avviene cioè che: "stat crux dum volvitur orbis", ovvero sta (si forma) la croce mentre ruota il mondo!

### La planimetria
Una descrizione grafica di come si può supporre fosse l'edificio originale e delle parti, ancora esistenti, attribuibili all'impianto originario.
Planimetria tra il 1124 e il 1488
(da inserire)

### Gli Ezzelini
Il monastero fu fondato da Ponzio di Melgueil, settimo abate di Cluny, nel 1124.
Nel 1204 Ezzelino il Monaco risolse una lite tra i frati del convento e la comunità di Angarano (località vicino a Bassano del Grappa) e dai documenti si evince che era prestigioso, ricco di possedimenti, tanto che la famiglia degli Ezzelini aveva costruito lì il proprio sepolcro di famiglia.
Il 3 novembre 1191, Cunizza II degli Ezzelini, figlia di Ecelino I o Ezzelino I il “Balbo”, vedova di Tisolino della famiglia dei Camposampiero (Padova), fece testamento ad Angarano a favore del monastero.
Campese è dunque una delle località coinvolte nelle vicende che, tra l'XI secolo e il XIII secolo, vide come protagonista la potente famiglia degli Ezzelini. La località è citata nel computo delle proprietà della casata, stilato dopo la sua sconfitta avvenuta nel 1260.
L'organizzazione conventuale fu soppressa dalla Repubblica di Venezia nel 1786.